# Адитивност
Адитивност или сабирно дејство гена представља облик интеракције гена смештених на различитим хромозомима.
- Видети:
- Интеракције гена
- BioNet škola